# Гай-Головко Олесь Несторович
Оле́сь Несторович Гай-Головко́ (справжнє ім'я та прізвище: Олекса Несторович Головко; 12 серпня 1910, Писарівка — 17 серпня 2006, Суррей) — український письменник, поет, літературознавець; член Ленінградської асоціації пролетарських письменників, Всеукраїнської спілки пролетарських письменників з 1933 року, Спілки радянських письменників України з 1935 року, Мистецького українського руху, Об'єднання українських письменників «Слово».

## Життєпис
Народився 12 серпня 1910 року в селі Писарівці (нині Подільський район Одеської області, Україна) у багатодітній сім'ї сільського псаломщика, був четвертою дитиною із семи. Його батько — Нестор Никифорович Головко, закінчив духовну школу в Кам'янці-Подільському і у 1904 році взяв шлюб з Теклею Миколаївною Машкевич. Брат — хоровий диригент і композитор Юрій Головко.
1924 року закінчив семирічну школу. Після закінчення у 1928 році агрономічної школи в Красносільці поїхав до Ленінграда, де працював на Путилівському заводі й, як робітник, почав відвідувати вечірній літературний факультет Ленінградського університету, який закінчив 1931 року. Того ж року вступив до аспірантури Інституту мовної культури, але адміністрація викрила його соціальне походження і наприкінці 1932 року виїхав до Харкова.
Протягом 1932—1933 років працював редактором у Харківському радіокомітеті; у 1933—1934 роках виконував обов'язки відповідального секретаря журналу «Червоний шлях».
1935 року переїхав до Києва, працював у київських часописах і видавництвах. У 1936 та 1938—1939 роках — редактор сценарного відділу Київської кіностудії художніх фільмів.
1940 року переїхав до Львова, де у 1940—1941 роках працював редактором літературно-мистецького відділу радіокомітету. Член Українського державного правління та Українського таємного ліберального руху з 1941 року. З 5 липня 1941 року по 12 липня 1941 року — міністр інформації й пропаганди Українського державного правління в короткотривалому уряді Ярослава Стецька. Заарештовувався гестапо. У 1941 році заочно засуджений органами Народного комісаріату внутрішніх справ СРСР до розстрілу. 
Наприкінці Другої світової війни перебував у Австрії, потім у таборах для переміщених осіб у Німеччині. У 1946—1947 роках працював редактором літературно-мистецького відділу журналу «Пу-Гу» в Аугсбурзі. У 1948 році виїхав до Британії.
1949 року прибув до Канади, поселився у Вінніпезі, де протягом 1950—1952 років був співредактором «Українського голосу». У 1956 році, маючи фах агронома, отримав посаду на дослідній станції Канадського департаменту агрокультури, де до виходу на пенсію у 1975 році займався науково-дослідною діяльністю. Між 1959 і 1961 роками створив понад сорок статей про українських письменників в Канаді. У 1987 переїхав до Суррея, передмістя Ванкувера в Британській Колумбії.
У 1992 році, після проголошення незалежності України відвідав рідні землі. Йому було зразково влаштовано творчий вечір Київською організацією Спілкою письменників України в Києві у Будинку вчителя, про що заздалегідь були розклеєні на київських вулицях оголошення. З цієї нагоди його було поновлено у Спілці письменників України.
Помер в Сурреї 17 серпня 2006 року, де і похований.

## Творчість
Літературний дебют відбувся 1931 року, коли у Дніпропетровському літературному журналі «Зоря» було надруковано його поезію «Балада про Федька». Під впливом Аркадія. Любченка і Петра Панча став писати прозу. Друкувався в журналах «Червоний шлях», «Радянська література». Автор поетичних і прозових збірок:
- «Штурмові балади» поезії // Харків, 1934;
- «Світання», оповідання // Київ, 1936;
- «Десять новель», оповідання // Київ, 1937;
- «Сурмач», поезії // Краків: Українське видавництво, 1942.; Львів, 1942;
- «Коханіяда», поема // Авґсбурґ, 1947. 61 с.
- «Поєдинок з дияволом», у 2-х томах, мемуарна повість[a] // Вінніпег: Видавець Іван Тиктор, 1950;
- «Одчайдушні», оповідання // Вінніпег: Муза, 1959;
- «Поетичні твори в трьох томах», том 1 (1933—1947) // Торонто: Нові Дні, 1970;
- «Поетичні твори в трьох томах», том 2 (1948—1977) // Торонто: Нові Дні, 1978;
- «Смертельною дорогою», мемуарна повість в 2-х томах[b] // Вінніпег: Тризуб. Том 1, 1979; Том 2, 1983; Тернопіль, 2001;
- «Сон», поема // Вінніпег: Накладом автора, 1984;
- «Їм дзвони не дзвонили», мемуарна повість[c] // Вінніпег: Видавнича Спілка Тризуб, 1987;
- «Скоропадський і Майдан святої Софії», трагедія // Тернопіль: Тайп, 1999;
- «Вірші» // Хрестоматія української літератури в Канаді. Едмонтон, 2000;
- «Воля без волі», роман // Тернопіль: Тайп, 2004.

Перекладав з англійської, упорядкував антологію «Українські письменники в Канаді: У 2 томах» (Вінніпег, том 1, 1980; том 2, 1997).

## Виноски
1. ↑  Про перебування у в'язницях НКВС.
2. ↑  Про письменників «розстріляного відродження».
3. ↑  Про голодомор 1932–1933 років в Україні.